# 奇克巴尔拉普尔
奇克巴尔拉普尔（Chik Ballapur），是印度卡纳塔克邦Kolar县的一个城镇。总人口54938（2001年）。

## 人口
该地2001年总人口54938人，其中男性27957人，女性26981人；0—6岁人口6104人，其中男3086人，女3018人；识字率56.69%，其中男性为60.95%，女性为52.27%。